# استونی میدلتون
استونی میدلتون (به انگلیسی: Stoney Middleton) یک روستا و محله مدنی در بریتانیا است که در Derbyshire Dales واقع شده‌است. استونی میدلتون ۴۷۰ نفر جمعیت دارد.